# Harry Dikmans
Hendrikus Wilhelmus Marie (Harry) Dikmans (Rotterdam, 15 mei 1927 – Zierikzee, 5 april 2024) was een Nederlands acteur en sneltekenaar, die bij het grote publiek bekend werd als de dove boef B2 in de televisieseries van Bassie en Adriaan.

## Biografie
Dikmans gebruikte als kind samen met zijn broer Joop de kostuums van zijn vader, de kunstschilder en acteur Gerard Dikmans.
Dikmans bood zich aan om te werken bij het circus. Na een tijdje werd Dikmans aangenomen als boniseur en uiteindelijk werd hij clown.
In de jaren vijftig brak hij door als sneltekenaar van karikaturen. Deze tekeningen maakte hij vanuit een hokje met twee gaten erin (de Magic Drawing Box); hij moest daarbij in spiegelbeeld tekenen en schrijven. Als sneltekenaar werkte Dikmans voor braderieën en bedrijven. Ook tekende hij artiesten als André van Duin, Ron Brandsteder en Lenny Kuhr tijdens de televisieshow Dag '80, hallo '81.
Dikmans was daarnaast actief als variété-artiest met orgel en trommel onder de artiestennaam Mr Boembas and Company. Deze optredens gaf hij samen met collega Gerard van der Stelt.
Het bekendste werk van Dikmans komt van de tv-series van Bassie en Adriaan. Hij speelde de rol van B2 in de series Bassie & Adriaan: Het Geheim van de Sleutel en Bassie & Adriaan: De Diamant. Zijn broer Joop Dikmans nam de rol van B2 van hem over in Bassie & Adriaan: Het Geheim van de Schatkaart, omdat Harry Dikmans een aanbieding kreeg als sneltekenaar voor een groot bedrijf op een beurs in Argentinië. In de documentaire Bassie en Adriaan - 35 jaar op TV vertelde Bas van Toor echter een andere versie van het verhaal: volgens hem speelden de hoge eisen van Harry Dikmans ook een rol in de vervanging. Dikmans vertelde vervolgens als reactie op dit verhaal: "Aad van Toor wilde de rol van B2 uitbreiden, maar Bas niet". Toen zou hij er zelf mee gestopt zijn.
Begin 2013 maakte Omroep Zeeland een korte reportage over Harry Dikmans, over het overwinteren in Benidorm.
In 2016 werd bekend dat meerdere acteurs uit de series van Bassie en Adriaan, onder wie Dikmans, al jarenlang een conflict met het duo hadden over de betalingen. Wel werd Dikmans door Bas van Toor geprezen als beste boef uit de serie. Op 25 november 2020 werd een uitspraak gedaan in de rechtszaak die ten gunste was voor Dikmans en de andere acteurs. Bijna de helft van het bedrag kwam ten goede aan Dikmans.
Op 5 april 2024 overleed Dikmans op 96-jarige leeftijd na een kort ziekbed.

## Filmografie
- Bassie & Adriaan: Het Geheim van de Sleutel (televisieserie) - B2
- Bassie & Adriaan: De Diamant (televisieserie) - B2
- Dag '80, hallo '81 (televisieshow)

## Trivia
- Wegens de naoorlogse woningnood woonde Dikmans in 1949 met vrouw en kind in een afgekeurde autobus.[13]